# Coronilla
- Commons
- Wikispecies

Coronilla (vernacular, coronilha) é um género botânico, pertencente à família das fabáceas. Os membros deste género são arbustivos ou herbáceos.
Algumas espécies de lepidópteros, como é o caso da lagarta de Coleophora coronillae e Coleophora vicinella, consomem estas plantas.

## Etimologia
O nome genérico, Coronilla, provém do latim, tratando-se do diminutivo do étimo cŏrōna (coroa; grinalda), significando, por isso, «coroazinha; grinaldazinha».

## Espécies
- Coronilla iberica (= Coronilla cappadocica e Securigera orientalis)
- Coronilla minima
- Coronilla varia L. (Crownvetch)
- Coronilla repanda
- Coronilla glauca
- Coronilla scorpioides

## Classificação do gênero
| Sistema | Classificação                      | Referência               |
| ------- | ---------------------------------- | ------------------------ |
| Linné   | Classe Diadelphia, ordem Decandria | Species plantarum (1753) |